# Le Pas (Mayenne)
Le Pas és un municipi francès situat al departament de Mayenne i a la regió de País del Loira. L'any 2007 tenia 538 habitants.

## Demografia

### Població
El 2007 la població de fet de Le Pas era de 538 persones. Hi havia 218 famílies de les quals 58 eren unipersonals (21 homes vivint sols i 37 dones vivint soles), 86 parelles sense fills, 70 parelles amb fills i 4 famílies monoparentals amb fills.
La població ha evolucionat segons el següent gràfic:
Habitants censats

### Habitatges
El 2007 hi havia 301 habitatges, 215 eren l'habitatge principal de la família, 49 eren segones residències i 37 estaven desocupats. 295 eren cases i 4 eren apartaments. Dels 215 habitatges principals, 157 estaven ocupats pels seus propietaris, 57 estaven llogats i ocupats pels llogaters i 2 estaven cedits a títol gratuït; 2 tenien una cambra, 11 en tenien dues, 47 en tenien tres, 59 en tenien quatre i 96 en tenien cinc o més. 167 habitatges disposaven pel capbaix d'una plaça de pàrquing. A 100 habitatges hi havia un automòbil i a 89 n'hi havia dos o més.

### Piràmide de població
La piràmide de població per edats i sexe el 2009 era:
| Homes | Edats   | Dones |
| ----- | ------- | ----- |
| 4     | 95 o +  | 4     |
| 4     | 90 a 94 | 4     |
| 4     | 85 a 89 | 8     |
| 16    | 80 a 84 | 12    |
| 28    | 75 a 79 | 32    |
| 12    | 70 a 74 | 24    |
| 8     | 65 a 69 | 12    |
| 16    | 60 a 64 | 12    |
| 8     | 55 a 59 | 12    |
| 24    | 50 a 54 | 12    |
| 12    | 45 a 49 | 12    |
| 28    | 40 a 44 | 20    |
| 12    | 35 a 39 | 20    |
| 12    | 30 a 34 | 12    |
| 20    | 25 a 29 | 12    |
| 16    | 20 a 24 | 0     |
| 16    | 15 a 19 | 12    |
| 16    | 10 a 14 | 4     |
| 40    | 5 a 9   | 8     |
| 0     | 0 a 4   | 12    |

## Economia
El 2007 la població en edat de treballar era de 290 persones, 226 eren actives i 64 eren inactives. De les 226 persones actives 210 estaven ocupades (117 homes i 93 dones) i 15 estaven aturades (9 homes i 6 dones). De les 64 persones inactives 33 estaven jubilades, 15 estaven estudiant i 16 estaven classificades com a «altres inactius».

### Ingressos
El 2009 a Le Pas hi havia 211 unitats fiscals que integraven 503,5 persones, la mediana anual d'ingressos fiscals per persona era de 14.050 €.

### Activitats econòmiques
Dels 16 establiments que hi havia el 2007, 1 era d'una empresa alimentària, 1 d'una empresa de fabricació d'altres productes industrials, 4 d'empreses de construcció, 3 d'empreses de comerç i reparació d'automòbils, 1 d'una empresa d'hostatgeria i restauració, 3 d'empreses de serveis, 2 d'entitats de l'administració pública i 1 d'una empresa classificada com a «altres activitats de serveis».
Dels 5 establiments de servei als particulars que hi havia el 2009, 1 era un taller de reparació d'automòbils i de material agrícola, 1 guixaire pintor, 1 lampisteria, 1 electricista i 1 perruqueria.
Dels 2 establiments comercials que hi havia el 2009, 1 era una botiga de menys de 120 m² i 1 una fleca.
L'any 2000 a Le Pas hi havia 57 explotacions agrícoles que ocupaven un total de 1.950 hectàrees.

## Equipaments sanitaris i escolars
El 2009 hi havia una escola elemental.

## Poblacions més properes
El següent diagrama mostra les poblacions més properes.